# Perloz

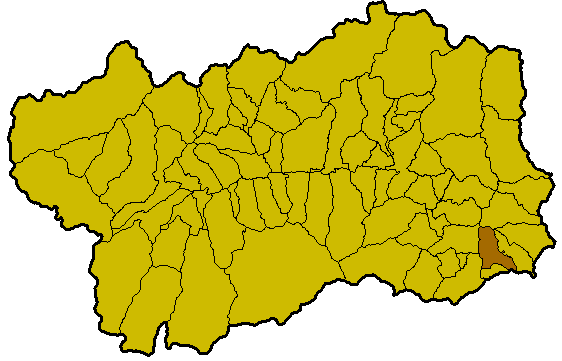
Ubicación del municipio de Perloz en el Valle de Aosta.

Perloz es un municipio italiano de 480 habitantes en el bajo Valle de Aosta, en el bajo valle del río Lys.

## Evolución demográfica
| Gráfica de evolución demográfica de Perloz entre 1861 y 2001 |
|                                                              |
| Fuente ISTAT - elaboración gráfica de Wikipedia              |

## Lugares de interés

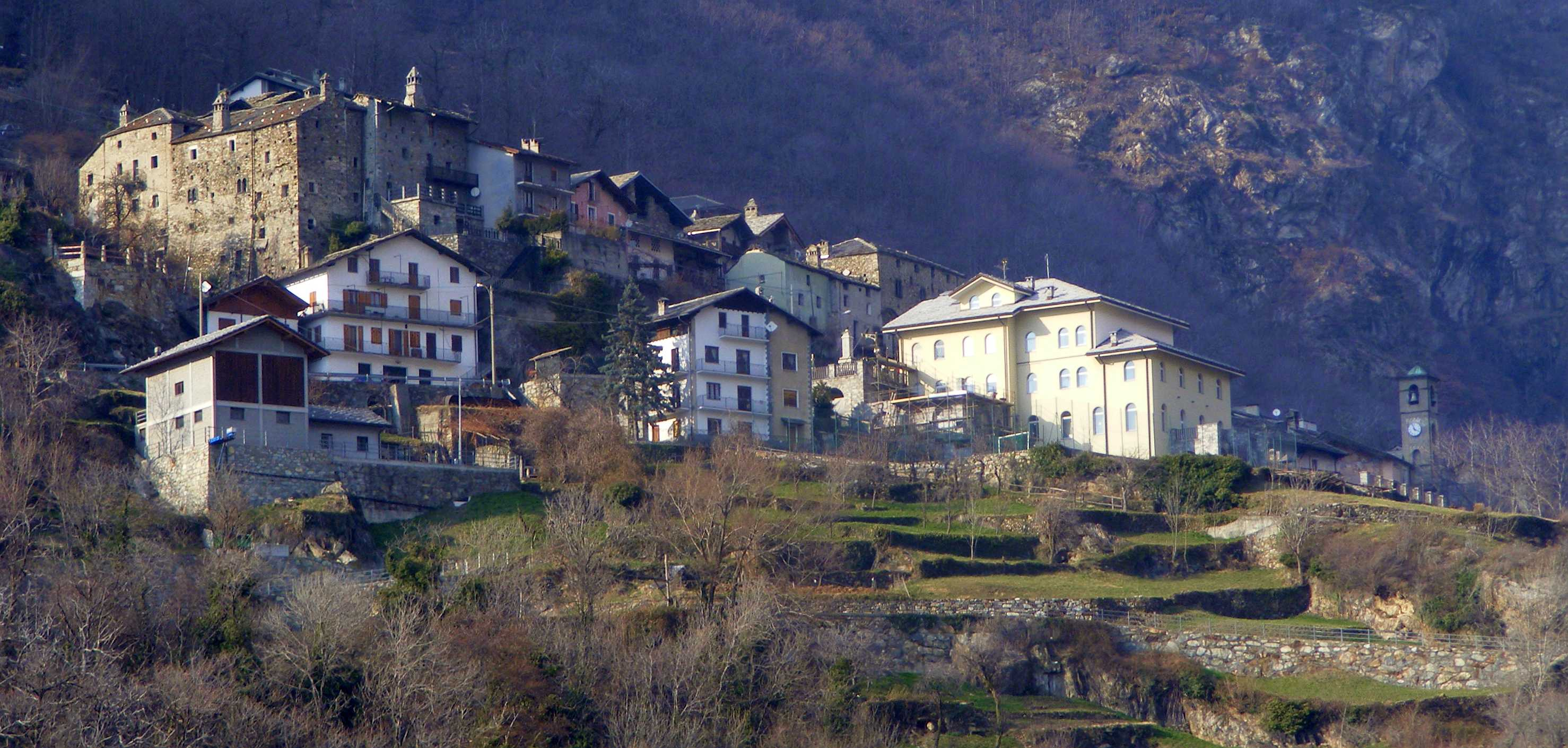
Panorama

- Iglesia parroquial San Salvador (Saint-Sauveur), del siglo XVI, con campanario del siglo IX o X. En la fachada, interesante fresco del siglo XVI.

En Perloz hay cuatro castillos, que pero no se pueden visitar.

## Transportes

### Aeropuerto
El aeropuerto más cercano es el de Turín.

### Conexiones viales
La conexión vial principal es la autopista A5 Turín-Aosta y tiene una salida en Pont-Saint-Martin.

### Conexiones ferroviarias
La estación de ferrocarril más cercana se halla en Pont-Saint-Martin, en la línea Turín-Aosta .